# Alexandra Chekina
Alexandra Chekina (en ruso: Александра Чекина; Peterhof, 10 de marzo de 1993) es una deportista rusa que compite en ciclismo en la modalidad de pista, especialista en la prueba de persecución por equipos.
Ganó tres medallas en el Campeonato Europeo de Ciclismo en Pista entre los años 2013 y 2015.

## Medallero internacional
| Campeonato Europeo | Campeonato Europeo        | Campeonato Europeo | Campeonato Europeo      |
| Año                | Lugar                     | Medalla            | Competición             |
| ------------------ | ------------------------- | ------------------ | ----------------------- |
| 2013               | Apeldoorn ( Países Bajos) | Medalla de bronce  | Persecución por equipos |
| 2014               | Baie-Mahault ( Francia)   | Medalla de plata   | Persecución por equipos |
| 2015               | Grenchen ( Suiza)         | Medalla de plata   | Persecución por equipos |

1. ↑  Compitió en la ronda de clasificación.